# کارما و هولی
کارما و هولی (به هندی: Karma Aur Holi) فیلمی محصول سال ۲۰۰۹ و به کارگردانی مانیش گوپتا است. در این فیلم بازیگرانی همچون راندیپ هودا، سوشمیتا سن، نائومی کمبل، سورش اوبروی، سوچیترا کریشنامورتی و دیپال شاو ایفای نقش کرده‌اند.